# Villeneuve-la-Garenne
Villeneuve-la-Garenne är en kommun i departementet Hauts-de-Seine i regionen Île-de-France i norra Frankrike. Kommunen ligger i kantonen Villeneuve-la-Garenne som tillhör arrondissementet Nanterre. År 2022 hade Villeneuve-la-Garenne 25 566 invånare.

## Befolkningsutveckling
Antalet invånare i kommunen Villeneuve-la-Garenne
| Referens: INSEE |